# کیث مون
کیث مون (انگلیسی: Keith Moon؛ ۲۳ اوت ۱۹۴۶ – ۷ سپتامبر ۱۹۷۸) یک موسیقی‌دان اهل بریتانیا و درامر افسانه ای گروه راک نامدار بریتانیایی، د هو بود. وی بین سال‌های ۱۹۶۲ تا ۱۹۷۸ میلادی فعالیت می‌کرد.